# José Raúl Capablanca
José Raúl Capablanca y Graupera (19. listopadu 1888 Havana – 8. března 1942 New York), přezdívaný Capa, byl kubánský šachista, mistr světa v šachu v letech 1921–1927.

## Život

### Šachové začátky

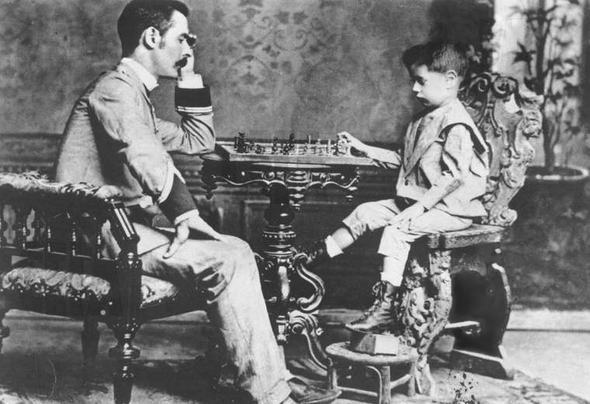
čtyřletý Capablanca se svým otcem nad šachovnicí

Narodil se jako druhý syn v početné rodině španělského důstojníka José Maria Capablancy a Marie Grauperové. Už jako malé dítě sledoval otce při šachové hře a v necelých pěti letech ho porazil. Otec ho vzal do šachového klubu v Havaně a tam se brzy prosadil proti mnohem starším a zkušenějším šachistům. Koncem roku 1901 se uskutečnil zápas na čtyři vítězné hry mezi Capablancou a jedním z nejlepších kubánských šachistů Juanem Corsem. Přestože Capablanca neovládal teorii šachové hry, projevil převahu především v koncovkách a zápas vyhrál.
Po skončení střední školy se v roce 1904 přestěhoval do New Yorku, aby se naučil anglicky a připravil se na studium na Kolumbijské univerzitě. Byl častým návštěvníkem Manhattanského šachového klubu a brzy patřil mezi jeho nejlepší hráče, vynikal zejména v rychlých partiích. V roce 1906 obsadil první místo v turnaji bleskového šachu za účasti mistra světa Emanuela Laskera. Ve stejném roce byl přijat ke studiu chemického inženýrství na Kolumbisjké univerzitě. Po dvou letech z univerzity odešel, aby se mohl plně věnovat šachu.
V zimě 1908–1909 absolvoval turné po USA, na kterém hrál simultánní partie a v naprosté většině zvítězil. Po návratu do New Yorku byl zorganizován zápas na osm výher s velmistrem Frankem Marshallem, který byl jedním z nejlepších světových šachistů. Zápas se konal od dubna do června 1909 v různých městech USA a Capablanca překvapivě zvítězil nad favorizovaným Marshallem 8:1 při 14 remízách.
V Evropě debutoval v roce 1911, kdy byl pozván na velký mezinárodní turnaj v San Sebastianu, kterého se zúčastnila tehdejší světová špička kromě Laskera. Byl pořádán pro vítěze významných mezinárodních turnajů posledních let. Capablanca, který se stal známým hlavně svým vítězstvím nad Marshallem, tuto podmínku nesplňoval, což vyvolalo protesty některých účastníků (Bernstein, Nimcovič). Capablanca nakonec turnaj vyhrál a vítězství znamenalo jeho nástup na světovou scénu. Několik měsíců strávil na turné v Jižní Americe, odkud se vydal do Evropy. Zúčastnil se turnajů v Nizozemsku, vystoupil v Kodani a přes Německo, Rakousko, Francii a Anglii se vrátil na Kubu. V letech 1912 a 1913 se zúčastnil několika menších turnajů ve Spojených státech a na Kubě. 
S úřadujícím mistrem světa Laskerem projednával podmínky zápasu o světový titul. K dohodě nedošlo, jednání vedla k ochlazení vztahů mezi oběma mistry a zápas se nekonal.
V září roku 1913 se Capablanca stal zaměstnancem ministerstva zahraničních věcí a měl propagovat Kubu ve světě. To mu umožnilo kombinovat diplomatické úkoly a cesty na turnaje. Byl jmenován na kubánský konzulát v Petrohradě a cestou do Ruska navštívil řadu evropských měst, kde sehrál simultánní zápasy a exhibice. Na jaře 1914 na silně obsazeném turnaji v Petrohradě skončil na druhém místě za Laskerem. Krátce na to ho v Berlíně porazil v bleskovém zápase.
Začátek první světové války ho zastihl v Buenos Aires, odkud se dostal až v lednu 1916.  Válečná léta Capablanca prožil střídavě v New Yorku a na Kubě. Během tohoto období vyhrál několik menších turnajů v USA. Do šachové historie se zapsal zejména zápas s Frankem Marshallem v roce 1918, ve kterém Capablanca prokázal svou intuici, smysl pro poziční hru a v koncovce dovedl zápas k vítězství. V roce 1919 vyhrál turnaje v Havaně a Hastingsu. 

### Mistr světa

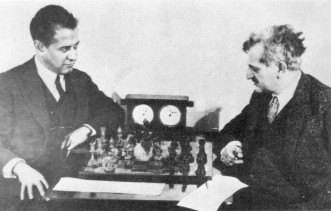
Capablanca a Lasker v roce 1925

V lednu 1920 znovu proběhla jednání o zápase o titul mistra světa. Lasker se titulu vzdal předem, podle jeho vyjádření Capablanca dokázal svými dovednostmi, že je skutečným mistrem světa. Na naléhání veřejnosti a tisku souhlasil, že bude hrát, ale v případě vítězství titul přenechá mladšímu hráči, podle návrhu ostatních mistrů. Zápas na 24 partií se hrál od března do dubna 1921 v Havaně. O dvacet let starší Lasker těžce snášel horké tropické klima a po čtrnácté hře ze zápasu odstoupil za stavu 5:9. Capablanca získal titul mistra světa.

V letech 1922–1927 Capablanca absolvoval několik turnajů ve Spojených státech i Evropě a byl téměř neporazitelný. Hrál simultánní zápasy s místními šachisty i velké mezinárodní turnaje se světovou špičkou.

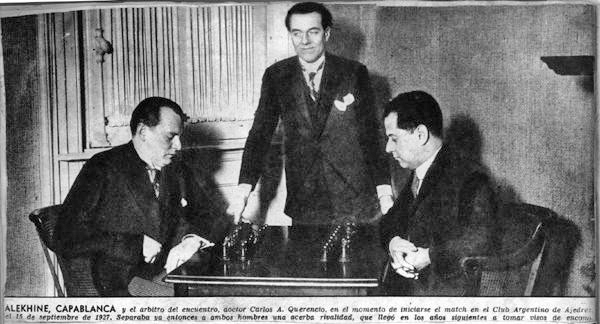
Aljechin a Capablanca v roce 1927

Na turnaji v Londýně v roce 1922 byl Capablanca iniciátorem dohody o podmínkách zápasu o titul mistra světa v šachu, které byly včleněny do protokolu pod hlavičkou Mezinárodní šachové federace. Podle nových pravidel se zápas měl hrát na 6 vítězství a vyzyvatel musel složit 10000 dolarů na odměny a pokrytí výdajů za oba hráče. Takový objem finančních prostředků, který vyžadoval součinnost sponzorů, se podařilo obstarat až sovětskému velmistru Alexandru Aljechinovi v roce 1927. Zápas o mistrovský titul byl zahájen 16. září 1927 v Buenos Aires. Trval dva a půl měsíce, celkem se hrálo 34 partií. Capablanca byl pokládán za favorita, ale zápas skončil vítězstvím vyzyvatele se skóre 6:3.
Po ztrátě titulu začala Capablancova sportovní kariéra novou etapu. Začal soutěžit častěji, v letech 1928–1931 se zúčastnil 11 turnajů, na kterých obsadil první nebo druhé místo. Mimo jiné se zúčastnil i velkého turnaje v Karlových Varech (1929). Úroveň jeho hry v tomto období však byla nevyrovnaná, brilantní postupy střídaly chyby, které neodpovídaly úrovni hráče světové špičky. Odvetný zápas s Aljechinem se neuskutečnil, protože nebyly přijaty Capablancovy návrhy na změnu Londýnského protokolu spočívající ve stanovení celkového limitu partií.

### Závěr kariéry

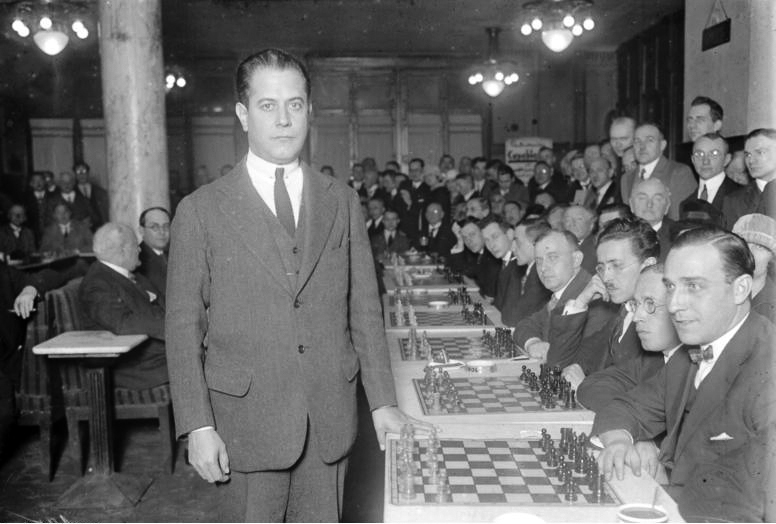
Capablanca před simultánním turnajem (Německo 1929)

Od roku 1932 Capablanca dva roky na veřejnosti nehrál, šachům se věnoval víceméně rekreačně v manhattanském klubu. Po této přestávce se vrátil na světovou scénu na tradičním vánočním turnaji v Hastingsu (1934). Velké úspěchy dosáhl v roce 1936, kdy vyhrál mezinárodní turnaj v Moskvě a v Nottinghamu se dělil o první místo s Botvinnikem, když porazil i Laskera a Aljechina. S ním se utkal poprvé od zápasu, v němž přišel o titul mistra světa. Koncem třicátých let sehrál několik turnajů a simultánek v Evropě (mimo jiné i v Československu). Velkou porážku utrpěl na silně obsazeném turnaji AVRO 1938 v Nizozemsku. Mezi osmi nejsilnějšími hráči té doby obsadil Capablanca předposlední místo a poprvé v životě získal v turnaji méně než polovinu bodů. Jeho hra byla ovlivněna zhoršeným zdravotním stavem, způsobeným hypertenzí.
V roce 1939 Capablanca vedl kubánskou reprezentaci na světové šachové olympiádě v Buenos Aires a předvedl se v dobré formě. Znovu začal uvažovat o odvetném zápase s Aljechinem, ale složitá mezinárodní situace a nedostatek finančních prostředků ho přinutily se této myšlenky vzdát. Byl jmenován do funkce obchodního atašé na kubánské ambasádě v New Yorku. V roce 1941 připravoval ve spolupráci se svou manželkou pro rozhlas lekce o šachu. V sobotu 7. března 1942, když sledoval zápas v manhattanském šachovém klubu, náhle zkolaboval. Capablanca byl převezen do nemocnice Mount Sinai, kde druhý den zemřel. Jako příčina smrti bylo stanoveno krvácení do mozku způsobené hypertenzí. Tělo bylo převezeno do Havany, kde se konal smuteční obřad v Kapitolu za účasti nejvyšších představitelů státu. Tisíce lidí sledovalo pohřební průvod na hřbitov Kryštofa Kolumba.

## Osobní život

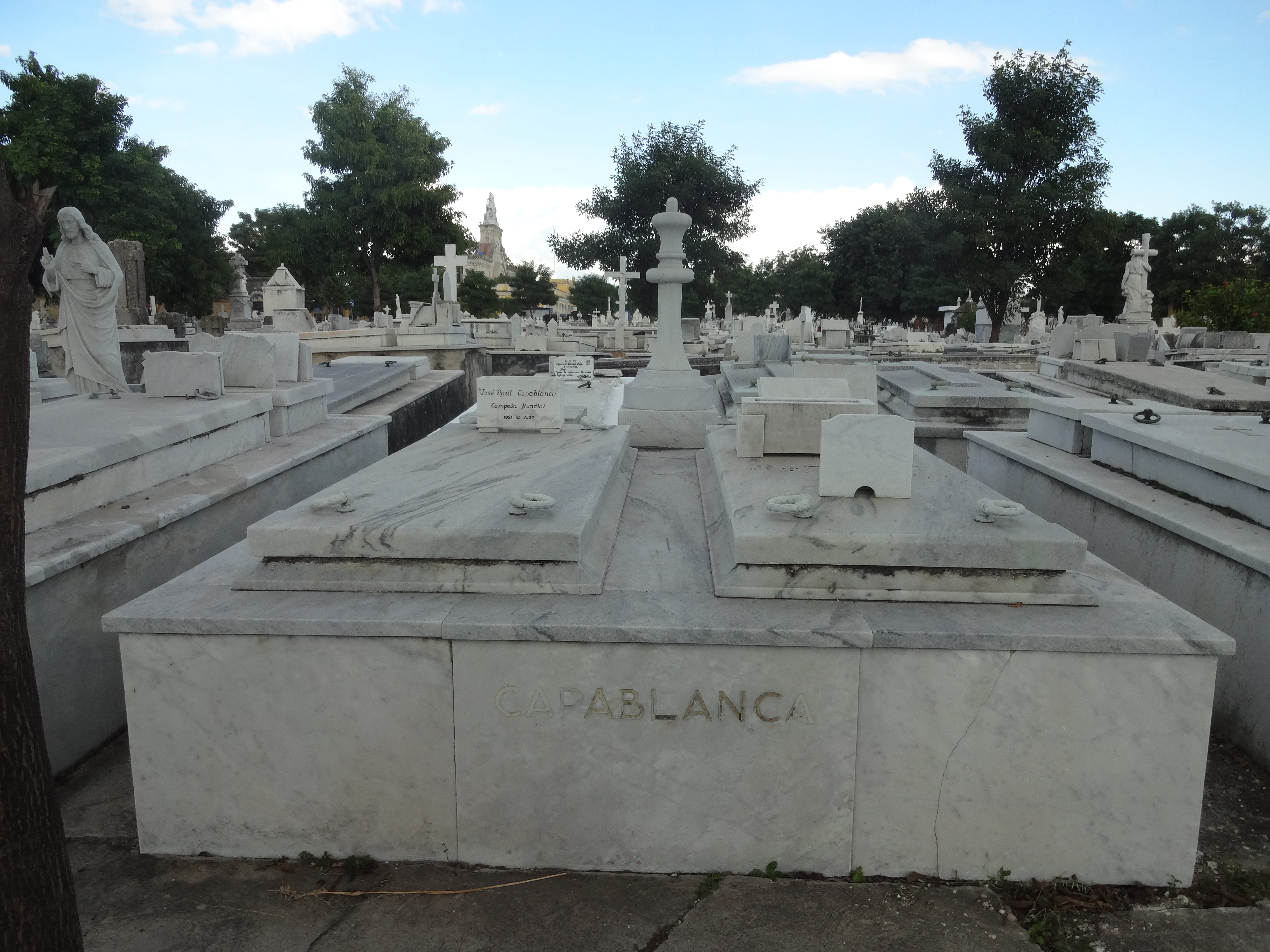
Capablancův hrob v Havaně

Capablanca měl uhlazené vystupování, byl zdvořilý, velmi příjemný a sympatický. V jakémkoli prostředí byl klidný a uvolněný. snadno se s ním komunikovalo. I se soupeři jednal vždy velmi přátelsky. Byl pohledný, elegantní, dobře se oblékal. Měl velké úspěchy u žen.
Zajímal se o divadlo, hudbu, balet a výtvarné umění. Kromě rodné španělštiny ovládal angličtinu, francouzštinu a němčinu.
V roce 1921, krátce po zápase o mistrovský titul, se Capablanca oženil s krajankou Glorií Betancourtovou. Měli spolu dvě děti – syn Jose Raul se narodil v roce 1923, dcera Gloria v roce 1925. Manželství bylo poznamenáno častou Capablancovou nepřítomností i milostnými aférami na obou stranách. V roce 1934 se seznámil s ruskou imigrantkou Olgou Čagodajevovou, která ho doprovázela na cestách a stala se jeho sekretářkou. Vzali se v roce 1938, krátce po rozvodu s první manželkou. Olga přežila svého manžela o více než půl století – zemřela v roce 1994 ve věku 95 let. Zanechala své vzpomínky na Capablancu a před svou smrtí je předala manhattanskému šachovému klubu.

## Způsob hry

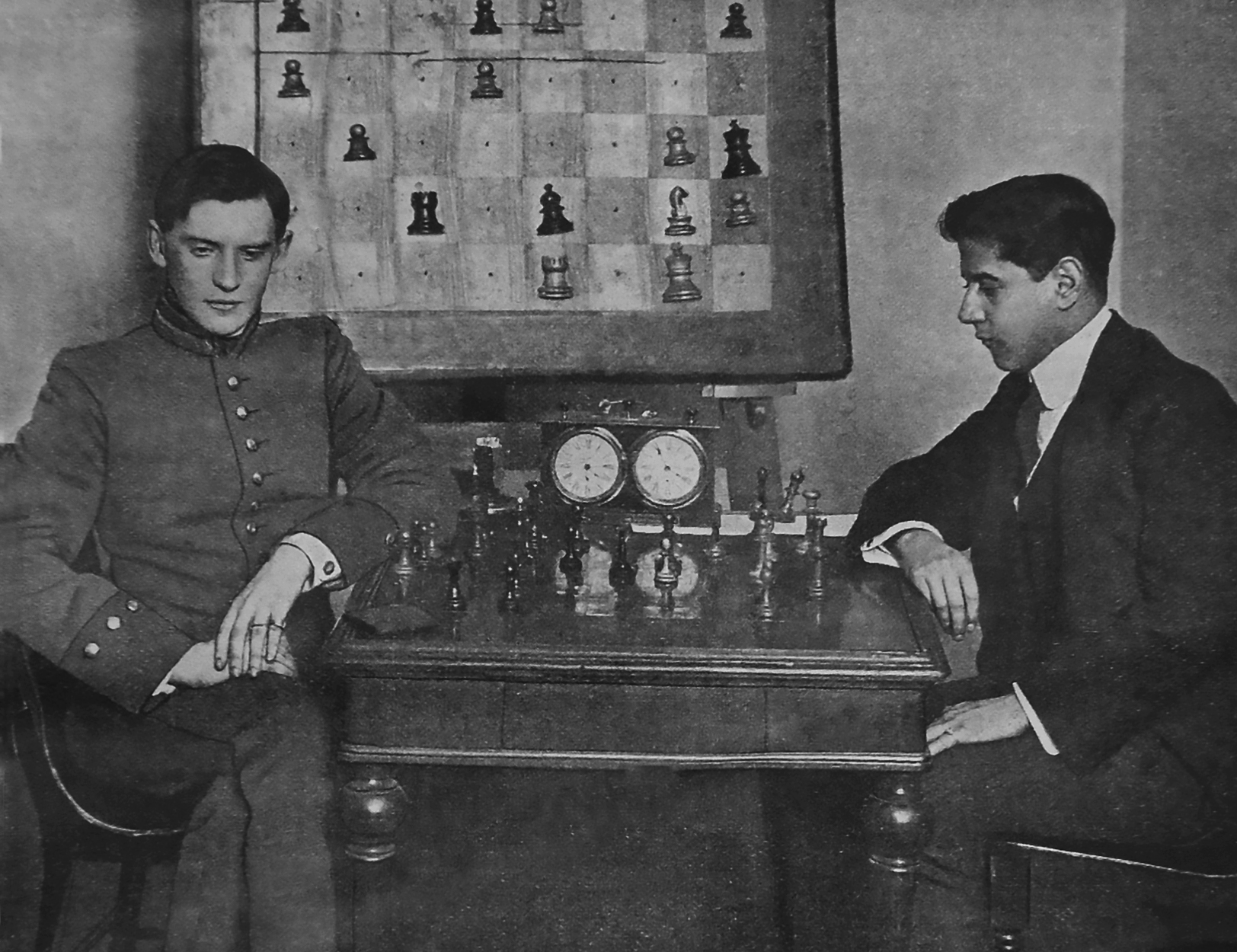
José Raúl Capablanca při zápase v roce 1914

Byl proslulý „strojově přesnou“ hrou, která mu přinesla označení Šachový automat. V dobách své největší slávy prakticky nikdy neprohrával. Šachoví komentátoři jej často označovali přídomkem Neporazitelný: za celou svoji kariéru sehrál 583 partií ve významných turnajích a zápasech, z nichž prohrál 35, většinu ovšem buďto na počátku nebo na konci své kariéry. Od roku 1914 do střetnutí s Aljechinem (1927) prohrál jen 6 partií.
Často byl také nazýván Šachovým Mozartem, neboť jeho hra nezřídka působila dojmem dokonalých šachových kompozic. Michail Botvinnik o Capablankovi napsal: „Dosáhl překvapující harmonie v propočtu variant, pozičních jemností a obdivuhodné spolupráce figur. V jeho partiích vlastně nebyly vidět jednotlivé tahy, byly to kompozice nádherného prolínání plánu hry, krásných obětních kombinací a jemných pozičních manévrů.“ Pokud šlo o koncovku, která má tradičně pověst disciplíny, jež odhalí skutečného velmistra, tak v ní neměl soupeře.
Capablancova hra byla založena na intuici, měl vrozený talent. Vyznačovala se rychlým uvažováním při budování poziční převahy pomocí malých kombinací a přesnou koncovkou. Jeho hra byla jednoduchá, logická a přirozená. Měl pověst virtuosa šachové techniky, byl považován za mistra poziční hry a koncovky. Na počátku kariéry bylo jednou z jeho slabých stránek zahájení.
Ve srovnání s jinými současníky se málo věnoval studiu teorie a psychologie protihráčů, ale při hře dokázal odhalit jejich slabiny.
Jeho styl ovlivnil pozdější mistry světa Fischera, Karpova a Botvinnika.
Napsal několik knih zaměřených na výcvik začínajících šachistů, které byly vysoce oceňovány (Chess Fundamentals, 1934). Nepodával zdlouhavý podrobný rozbor partií, ale zaměřoval se na kritické okamžiky ve hře. Jeho styl psaní byl jasný a snadno pochopitelný. Capablanca považoval šachy za vynikající nástroj pro vzdělávání a rozvoj intelektu a věřil, že výuka šachových her by měla být zavedena ve školách pro žáky od 10 let. Jedinou osobou, které poskytl přímé šachové lekce, byla mladá talentovaná šachistka Maria Teresa Moraová, která se později stala první mezinárodní mistryní Latinské Ameriky v šachu. Při přípravě na výuku se Capablanca sám podle svých slov musel věnovat teorii šachové hry, zaměřil se především na studium zahájení.
V roce 1920 Capablanca vydal svou autobiografii Moje šachová kariéra, která začíná příběhem o autorově seznámení s šachy v dětském věku a končí turnajem v Hastingsu v roce 1919. Kniha vyšla v době, kdy se Capablanca snažil přesvědčit veřejnost o potřebě zápasu s Laskerem.  

## Přehled významných turnajů
Následující tabulka uvádí umístění a skóre, která Capablanca dosáhl na turnajích. První sloupec Skóre uvádí počet bodů z celkového možného počtu. Ve druhém sloupci Skóre označuje symbol „+“ počet vyhraných her, „−“ počet proher a „=“ počet remíz.‎
| Rok  | Místo konání              | Umístění | Skóre  | Skóre   | Poznámky |
| ---- | ------------------------- | -------- | ------ | ------- | --- |
| 1910 | New York (stát)           | 1.       | 6½/7   | +6−0=1  | Mistrovství státu New York |
| 1911 | New York                  | 2.       | 9½/12  | +8−1=3  | Zvítězil Frank Marshall |
| 1911 | San Sebastián (Španělsko) | 1.       | 9½/14  | +6−1=7  | Zúčastnili se hráči světové špičky. Capablanca prohrál jediný zápas s Akibou Rubinsteinem. Partie s Osipem Bernsteinem byla označena za nejkrásnější z celého turnaje. |
| 1913 | New York                  | 1.       | 11/13  | +10−1=2 | Před Marshallem (10½), Charlesem Jaffem (9½) a Davidem Janowskim (9)                                                                                                   |
| 1913 | Havana                    | 2.       | 10/14  | +8−2=4  | Za Marshallem (10½); před Janowskim (9) a pěti dalšími hráči |
| 1913 | New York                  | 1.       | 13/13  | +13−0=0 | Před Oldřichem Durasem |
| 1914 | Sankt Petersburg          | 2.       | 13/18  | +10−2=6 | Za Emanuelem Laskerem (13½); před Alexandrem Aljechinem (10) |
| 1915 | New York                  | 1.       | 13/14  | +12−0=2 | Před Marshallem (12) |
| 1916 | New York                  | 1.       | 14/17  | +12−1=4 | Před Janowskim (11) |
| 1918 | New York                  | 1.       | 10½/12 | +9−0=3  | Před Borisem Kostićem (9), Marshallem (7) |
| 1919 | Hastings                  | 1.       | 10½/11 | +10−0=1 | Před Kostićem (9½) |
| 1922 | Londýn                    | 1.       | 13/15  | +11−0=4 | Před Aljechinem (11½), Milanem Vidmarem (11), Rubinsteinem (10½) |
| 1924 | New York                  | 2.       | 14½/20 | +10−1=9 | Za Laskerem (16); před Aljechinem (12), Marshallem (11). Capablanca po 8 letech zaznamenal porážku v partii s Richardem Rétim                                          |
| 1925 | Moskva                    | 3.       | 13½/20 | +9−2=9  | Za Jefimem Bogojubovem (15½) a Laskerem (14); před Marshallem (12½) |
| 1926 | Lake Hopatcong            | 1.       | 6/8    | +4−0=4  | Před Abrahamem Kupchikem (5), Gézou Maróczym (4½), Marshallem (3)a Laskerem (1½)                                                                                       |
| 1927 | New York                  | 1.       | 14/20  | +8−0=12 | Před Aljechinem (11½), Aaronem Nimcovičem (10½), Vidmarem (10), Rudolfem Spielmannem (8) a Marshallem (6).                                                             |
| 1928 | Bad Kissingen             | 2.       | 7/11   | +4−1=6  | Za Bogojubovem (8); před Maxem Euwem (6½), Rubinsteinem (6½), Nimcovičem (6)                                                                                           |
| 1928 | Budapešť                  | 1.       | 7/9    | +5−0=4  | Před Marshallem (6), Hansem Kmochem (5), Spielmannem (5) |
| 1928 | Berlín                    | 1.       | 8½/12  | +5−0=7  | Před Nimcovičem (7), Spielmannem (6½) |
| 1929 | Ramsgate                  | 1.       | 5½/7   | +4−0=3  | Před Věrou Menčíkovou (5), Rubinsteinem (5) |
| 1929 | Karlovy Vary              | 2.       | 14½/21 | +10−2=9 | Za Nimcovičem (15); o 2. místo se dělil se Spielmannem |
| 1929 | Budapešť                  | 1.       | 10½/13 | +8−0=5  | Před Rubinsteinem (9½) |
| 1929 | Barcelona                 | 1.       | 13½/14 | +13−0=1 | Před Savelijem Tartakowerem (11½) |
| 1929 | Hastings                  | 1.       | 6½/9   | +4-0=5  | tradiční vánoční turnaj |
| 1930 | Hastings                  | 2.       | 6½/9   | +5−1=3  | Za Euwem (7) |
| 1931 | New York                  | 1.       | 10/11  | +9−0=2  | Před Isaacem Kashdanem (8½) |
| 1934 | Hastings                  | 4.       | 5½/9   | +4−2=3  | Za Georgem Thomasem, (6½), Euwem (6½) a Salo Flohrem (6½); před Michajlem Botvinnikem (5), Andorem Lilienthalem (5)                                                    |
| 1935 | Moskva                    | 4.       | 12/19  | +7−2=10 | Za Botvinnikem, (13), Flohrem (13) a Laskerem (12½); před Spielmannem (11)                                                                                             |
| 1935 | Margate                   | 2.       | 7/9    | +6−1=2  | Za Samuelem Reshevskym (7½) |
| 1936 | Margate                   | 2.       | 7/9    | +5−0=4  | Za Flohrem (7½) |
| 1936 | Moskva                    | 1.       | 13/18  | +8−0=10 | Před Botvinnikem (12), Flohrem (9½), Lilienthalem (9) |
| 1936 | Nottingham                | 1.       | 10/14  | +7−1=6  | O první místo se dělil s Botvinnikem; zúčastnilo se 5 mistrů světa |
| 1937 | Semmering                 | 3.       | 7½/14  | +2−1=11 | Za Paulem Keresem (9), Reubenem Finem (8); o 3. místo se dělil s Reshevskym                                                                                            |
| 1938 | Paříž                     | 1.       | 8/10   | +6−0=4  | Před Nicolasem Rossolimem (7½) |
| 1938 | AVRO (Nizozemsko)         | 7.       | 6/14   | +2-4=8  | Za Keresem (8½), Finem (8½), Botvinnikem (7½), Aljechinem (7), Euwem (7) a Reshevskym (7); před Flohrem (4½)                                                           |
| 1939 | Margate                   | 2.       | 6½/9   | +4−0=5  | Za Keresem (7½); o 2. místo se dělil s Flohrem |